# 屁屁偵探
《屁屁偵探》（日语：おしりたんてい）是由日本作家Troll（トロル）創作的兒童繪本系列作品，由POPLAR社出版發行。該作自2012年推出後廣受幼兒和低年级學生的歡迎。直到2017年5月，《屁屁侦探》系列作品累计销量超過150萬本。
2017年5月31日，宣布電視動畫化。

## 登場人物
註：由於部分故事外地尚未播放，所以可能角色只是暫譯。

### 主要人物
屁屁偵探（聲：三瓶由布子（日本）；梁偉德、陳琴雲（童年）（TVB）／潘昀雋（電影公映版）（香港）；吳愷笛（台灣））
系列故事的主人公。留著三七分髮型，頭戴貝雷帽，臉長得像屁股的名偵探。是名冷靜沉著，溫文儒雅的紳士。
喜歡熱騰騰的飲料和甜甜的點心（特別是地瓜派）。
最怕辣，於第36集被辣辣突擊花襲擊。
興趣是享受午茶與閱讀。
口頭禪是「嗯哼，有可疑的氣味喔」
當罪犯被其揪出時，如果罪犯企圖反抗或逃跑的話，他便會在說出一句「抱歉，容我失禮了！」之後使出臭屁攻擊臭暈罪犯。
智商高達1104的天才。其設定來源於日文「IQ1104」與「優秀的屁股（いいおしり）」的諧音。
於第3集遇上怪盜U
於第10集被樹熊妹妹要求成為助手，後放棄
於第28集起被龜小路綠暗戀
於第60集成為萬事OK俱樂部的顧問
於第66集起暗戀蓓莉，但知道其身份後放棄
布朗（聲：齋藤彩夏（日本）；何寶珊→張頌欣（TVB）／何凱怡（電影公映版）（香港）；李昀晴（台灣））
屁屁偵探的助手，一隻棕色的小狗。個性率真，但也經常因為興奮過度而粗心大意。
最早在繪本系列中只是一隻普通的小狗，讀本與動畫系列則學會說話與兩腳步行，穿著藍色貝雷帽、吊帶褲與黃色背袋包，個性也比以前更加鮮明。
每個故事單元最後都會倒楣的捲入屁屁偵探對付罪犯使用的臭屁攻擊。
名字來源於英文的「棕色」（Brown）。
樹熊妹妹的朋友
於第21集因打破了屁屁偵探的紅茶茶杯而藏了下午茶的雞蛋布丁，最後被屁屁偵探發現。
於第37集被電影團邀請當糖果偵探。
於第60集與龜小路、樹熊妹妹和猴場透組成萬事OK俱樂部
怪盜U（聲：櫻井孝宏（日本）；李致林（TVB）／簡懷甄（電影公映版）（香港）；鄒韋（台灣））
世紀大盜，屁屁偵探的勁敵。特徵是大便形狀的面罩、玫瑰花紋內襯的黑披風、白色蕾絲邊上衣與英文大寫U字型鈕扣的西裝吊帶褲，真面目疑似是一名有一頭金髮和一雙貓耳的藍眼男子。
怪盜學院的學生，但怪盜U稱與學院沒關係
精於變裝。打扮十分搶眼時尚。偷竊手法華麗又大膽。
對於偷竊有一套獨特的美學與堅持，如事前通知、過程中不傷害任何人等。
十分享受刺激有趣的偷竊，總是主動挑釁屁屁偵探，但最後都會敗在意想不到的臭屁攻擊之下。
名字來源於日文「糞便」俗稱うんこ（unko）的讀音。
於第1集盯上屁屁偵探
於第2集結尾寄出犯罪預告指出要偷走「女神圍巾」
於第3集正式登場
於第12-13集在羊柳家犯案偷走「星空的閃爍」但失敗
於第18集偷走「黃金頭盔」卻被布朗發現並放棄
於第24集客串被警察意外遇上，但成功逃走（只出現背面）
於第29集成功偷走溫泉
於第38-39集想偷走「月夜之宴」，但失敗。
於第44集被屁屁偵探描述說出
於第45集再度出場並說明要偷走「光之頭紗」，他也會報名參加新郞
於第46集拿走「光之頭紗」，後被警察逮捕，並入獄，最後成功逃獄
於第52集偷走「月之耳飾」，但未成功
於第64集寄預告信給蝴蝶夫人，想偷走「永久的芳香」，並假扮成西羅
於第65集被屁屁偵探揭穿真面目，最後成功逃走
於第66-67集暗中監視屁屁偵探
樹熊妹妹（聲：小橋里美（日本）；何璐怡→凌晞（TVB）（香港）；邵芷耘（台灣））
布朗的朋友，曾解決了一些小案件
第3集被怪盜U弄不見了蝴蝶結 第10集正式登場，並求屁屁偵探做他的助手，後承認布朗是最適合作屁屁偵探助手的人選。
於第22集為解開見晴莊的妖怪委托屁屁偵探
於第44集假裝失蹤，訓練布朗
於第60集與布朗、龜小路綠和猴場透組成萬事OK俱樂部
鈴（聲：宇山玲加（日本）；廖杏茵→魏惠娥（TVB）／羅婉楓（電影公映版）（香港））
老闆的女兒，父女兩人一同經營著「幸運貓」。
性格豪爽，興趣是搖滾樂和拳擊，但不擅長廚藝。
於第4集登場。於第19集遇上巨人。於第35集在鐘樓遇上亡靈。

### 警察部門

#### 汪汪警察局
馬爾濟斯局長（聲：渡邊一惠（日本）；陳卓智（TVB）／譚漢華（電影公映版）（香港）；張敦喻（台灣））
警察局長，一隻迷你的白色馬爾濟斯犬，時常向屁屁偵探尋求協助。
對拋接球遊戲沒有抵抗力。
於第2集為了找回一個藍色的球而委托屁屁偵探
於第35集協助屁屁偵探解開鐘樓上的亡靈
於第40集為找出雪男而協助屁屁偵探
尖耳警官（聲：小西克幸（日本）；雷霆（TVB）／李家傑（電影公映版）（香港））
汪汪警察局的警察，於第17集製作胡椒球，後於第51集製作停止球。
視屁屁偵探為眼中釘。
捲髮警官（聲：池田鐵洋（日本）；蘇強文（TVB）／黃啟明（電影公映版）（香港））
汪汪警察局的警察，經常說冷笑話。於第25集被懷疑是偷太陽眼鏡的犯人
濃眉警官（聲：中村真（日本）；葉振聲（TVB）／譚漢華（電影公映版）（香港））
汪汪警察局的警察，有十一個兒子，經常說一些跟案件沒關係的話。
粗頸警官（聲：杉村憲司（日本）；潘文柏→陳欣→潘文柏→黃啟昌（TVB）／黃志明（電影公映版）（香港））
汪汪警察局的警察。
鈴木（聲：高木裕平（日本）；曹啟謙（TVB）（香港））
汪汪警察局的警察。沒有寫作者的名字。
藤崎（聲：富田美憂（日本）；詹健兒（TVB）（香港））
汪汪警察局的警察。
早乙女（聲：小橋里美（日本）；劉惠雲（TVB）（香港））
汪汪警察局的警察。
たなかメガネ（聲：石谷春貴（日本））
汪汪警察局的警察。
ブル・ブルオ（聲：林大地（日本）；馮錦堂→陳卓智（TVB）（香港））
汪汪警察局的警察
啡白色的狗（男性）。

#### 名犬警察局
芝娃娃局長（聲：三矢雄二（日本）；招世亮（TVB）（香港））
於第43集登場。與馬爾濟斯局長不和，對拋接球遊戲沒有抵抗力。
圓耳警官（聲：小林親弘（日本）；黃啟昌（TVB）（香港））
芝娃娃局長之下屬。
長鼻警官（聲：安元洋貴（日本）；張錦江→關令翹（TVB）（香港））
芝娃娃局長之下屬。
疏眉警官（聲：茶風林（日本）；蕭徽勇→李鎮然（TVB）（香港））
芝娃娃局長之下屬。
直髮警官（聲：橋本哲（日本）；劉奕希→李凱傑（TVB）（香港））
芝娃娃局長之下屬。

### 其他
旁白（聲：渡邊一惠（日本）；陳耀楠→李鎮然（TVB）／黃啟明（電影公映版）（香港）；張敦喻（台灣））
老闆（聲：菅生隆之、落合弘治（年輕時期）（日本）；李錦綸→翟耀輝（第66集起）→陳卓智（TVB）／李家傑（電影公映版）（香港））
本名為阿球。
位於屁屁偵探事務所一樓的紅茶店「幸運貓」的老闆。廚藝精湛，做的地瓜派使屁屁偵探讚不絕口。
對幸運物情有獨鍾，同時也是個情報通。
於第4集登場。
屁屁丹迪（聲：山路和弘（日本）；劉昭文→翟耀輝→潘文柏（TVB）／黃啟明（電影公映版）（香港））
屁屁偵探的父親，留著濃眉與八字鬍。瀟灑多情，但足智多謀、臨危不亂的個性則與屁屁偵探如出一轍。
於第14集登場
後於第15、37、56、61-62集出現
小雪／Yuki（聲：小林優（日本）；陸惠玲（TVB）（香港））
小鈴的母親。
龜小路綠（聲：古木望（日本）；成瑤孆（TVB）（香港））
龜之麴萬年之女兒
於第2集出場。於第27集被烏田綁架。於第28集被救出。於第31集在會場的舞會與屁屁偵探跳舞。於第34集為做禮物給龜之麴萬年而偷偷到學校做禮物。於第60集與布朗、樹熊妹妹和猴場透組成萬事OK俱樂部
龜小路萬年（聲：佐佐木睦（日本）；黃子敬（TVB）（香港））
城市內最有錢的人。龜之麴綠之父。於第27集登場。於第34集委托屁屁偵探跟蹤龜之麴綠每天偷偷到甚麼地方。
Mr.海豹（聲：杉野田ぬき（日本）；劉奕希（TVB）（香港））
於第30-31集為抓回鳥兒咕咕而撞到多人。於第46、52集協助屁屁偵探抓怪盜U
友情客串龜（聲：石谷春貴（日本）；陳灝瑋（TVB）（香港））
負責報道屁屁偵探的新聞記者
於第1集登場。於第30集協助屁屁偵探找與他一樣的人。
猩皮（聲：林大地（日本）；黃啟昌（TVB）（香港））
於第1集登場。新聞報總編。
咩老爺（聲：宮崎敦吉（日本）；張炳強（TVB）（香港））
糖果店之老闆，於第1集被噗噗太郎威脅進箱子，後於同集救出。
咩婆婆（聲：小橋里美（日本）；袁淑珍（TVB）（香港））
咩小姐（聲：富田美憂（日本）；廖杏茵（TVB）（香港））
於第1集委托屁屁偵探捉拿偷糖果的犯人。
河馬少年（聲：（日本）；李潤知（TVB）（香港））
第1集登場。
鸚鵡女士（聲：（日本）；魏惠娥（TVB）（香港））
第1集登場。
噗噗太郎（聲：竹內順子（日本）；黃積權（TVB）（香港））
在第1集偷糖果的犯人，設法把糖果店老闆困在儲物櫃，偷糖果的目的是成為糖果師傅，最後被捕。第50集再度出現。
貓·喵咪子（聲：（日本）；吳羨婷→張頌欣（TVB）（香港））
第1集登場。花店老闆娘。
占卜師蚯蚓媽媽（聲：佐伯美由紀（日本）；謝潔貞→陸惠玲（香港）（TVB））
第1集登場。占卜師。第2集連環爆竊案的受害者之一。
小吉（聲：佐藤節二（日本）；李安邦（TVB）（香港））
在第2集偷走藍色球的人，實為連環爆竊案的三個犯人之一。於第2集被捕。
大吉（聲：本多新也（日本）；李錦綸（TVB）（香港））
連環爆竊案的三個犯人的老大。於第2集被捕。
中吉（聲：藤沼健人（日本）；蕭徽勇（TVB）（香港））
連環爆竊案的三個犯人之一。於第2集被捕。
辰德（聲：（日本）；曾秀清→黃昕瑜（TVB）（香港））
玩棒球的少年，經常打中新聞部總編。
公康（聲：（日本）；陳琴雲→雷碧娜→黃鳳英（TVB）（香港））
玩棒球的少年，經常打中新聞部總編。
呼呼博士（聲：楠見尚己（日本）；張錦江→雷霆（TVB）（香港））
呼呼博物館之館長
於第3集委托屁屁偵探保護女神頸巾。
蜥蜴貝（聲：上田燿司（日本）；關令翹（TVB）（香港））
在第4集被馬爾濟斯局長拘捕的黑影竊盜團的團員，在第5集中揭露他實為黑影竊盜團的首領，假裝愚蠢並把黑影竊盜團的詭計全說出來，目的是為了回到巢穴。於第5集再次被捕。於第47集交代在柵欄監獄服刑。
袁智慧（聲：石谷春貴（日本）；張裕東→劉奕希→黃啟昌（TVB）（香港））
第4集登場。候選人，經常宣傳自己。
貓太太（聲：小橋里美（日本）；林丹鳳（TVB）（香港））
第5集登場。
企鵝太郞（聲：櫻井孝宏（日本）；鍾見麟→李致林（TVB）（香港））
第1集登場。於第6集留下求婚戒指在幸運貓。於第26集委托屁屁偵探取回袋子。
企鵝花子（聲：高橋未奈美（日本）；吳羨婷→陳皓宜→凌晞（TVB）（香港））
於第6集成為太郎之妻子。
紀州健太（聲：高橋廣樹（日本）；劉奕希→李鎮然（TVB）（香港））
汪汪警察局的老師，把甜食帶到學校的犯人，他以前因為吃得太多甜食而導致蛀牙。
教師（聲：西村太佑（日本）；馮錦堂（TVB）（香港））
汪汪警察局學校之教師。
校長（聲：佐佐健太（日本）；譚炳文（TVB）（香港））
汪汪警察局學校之校長。
紫衣夫人（聲：篠原惠美（日本）；林元春（TVB）（香港））
種植番薯的人，在旅行途中被狂爪之斯羅假冒身份。
狂爪之斯羅（聲：興津和幸（日本）；黃積權（TVB）（香港））
連環爆竊案的犯人，在紫衣夫人旅行途中假冒對方的身份。於第9集被捕。
兔五郎（聲：梅津秀行（日本）；張炳強→陳永信（TVB）（香港））
森林咖啡店之店長。
にわとりロッカー（聲：櫻井孝宏（日本）；黃啟昌（TVB）（香港））
於第11集登場。理髮店客人。
理髮店店長（聲：中村まこと（日本）；李錦綸（TVB）（香港））
於第11集登場。45歲。
蟹助（聲：小西克幸（日本）；鍾見麟（TVB）（香港））
於第11集登場。21歲。見習生。負責理髮店雜務。
蟹藏（聲：杉村憲司（日本）；胡家豪（TVB）（香港））
於第11集登場。32歲。理髮技巧純熟。
蟹妮露（聲：池田鐵洋（日本）；李致林（TVB）（香港））
於第11集登場。27歲。負責電髮。害怕使用剪刀。
馬本·約翰（聲：櫻井孝宏（日本）；李安邦（TVB）（香港））
於第11集登場。於第26集不小心與太郎調換袋子，然後再不小心與賊人調換袋子，因此委託屁屁偵探取回袋子。
星夜（聲：清水理沙（日本）；張頌欣（TVB）（香港））
羊柳家之小姐。於第12集委托屁屁偵探保護「星空的閃爍」，後被怪盜U捉住，第13集救出。66集拜托屁屁偵探看守戒指「黃眼」。
羊柳老爺（聲：齋藤志郎（日本）；黃子敬（TVB）（香港））
羊柳家之長老。
考布蕾子（聲：橘田泉（日本）；陸惠玲（TVB）（香港））
羊柳家的僕人。
羔特（聲：高橋伸也（日本）；張錦江（TVB）（香港））
羊柳家的廚師。
水牛Soy（聲：濱添伸也（日本）；陳永信（TVB）（香港））
第14集登場。
水牛Swimsuit（黃衣）（聲：福西勝也（日本）；譚炳文（TVB）（香港））
第14集登場。
水牛Swift（綠衣）（聲：蓮岳大（日本）；張炳強（TVB）（香港））
第14集登場。
女盜賊（聲：淺野麻由美（日本）；鄭麗麗（TVB）（香港））
第14集登場。想偷遺跡寶藏的賊人。於第15集被捕。
橫濱鴨（聲：前田弘喜（日本）；馮錦堂→雷霆（TVB）（香港））
第16集登場。攝影師。
青蛙綠子（聲：美美（日本）；林丹鳳→曾秀清（TVB）（香港））
第16集登場。記者。
Hiro 河獺（聲：夏谷美希（日本）；李安邦（TVB）（香港））
第1集登場。於第17集因不見了海螺而委托屁屁偵探。於第38集被假怪盜U搶劫。
垂耳搜查官（聲：速水獎（日本）；陳欣（TVB）（香港））
第18集登場。國際刑警。
豬子（聲：小橋里美（日本）；黃昕瑜（TVB）（香港））
於第19集被巨人搶劫。
てながさるおみ（聲：石上裕一（日本）；馮錦堂（TVB）（香港））
於第19集假扮巨人搶劫，後於第20集被捕。
ろばお（聲：後藤ヒロキ（日本）；李凱傑（TVB）（香港））
於第19集假扮巨人搶劫，後於第20集被捕。
用望遠鏡的小偷（聲：陶山章央（日本）；鄧志堅（TVB）（香港））
於第22集在見晴莊埋伏欲偷竊。於第23集被捕。
被小偷偷竊的小偷（聲：魚建（日本））
第24集登場。偷走了時鐘後被另一個小偷偷走，最後被捕。
時鐘店店主（聲：佐藤晴男（日本）；張炳強（TVB）（香港））
被偷走的時鐘物主。
龜之麴海（聲：夏谷美希（日本）；黃麗芳（TVB）（香港））
龜之麴綠之母。
龜之麴億年（聲：小橋里美（日本）；雷碧娜（TVB）（香港））
龜之麴綠之弟。
ツネマツ（聲：金城大和（日本）；翟耀輝（TVB）（香港））
於第26集登場。搶劫案犯人。與馬本碰撞時不小心掉換了袋子。
手袋店店主（聲：林大地（日本）；蘇強文（TVB）（香港））
於第26集登場。
烏田光／怪盜K（聲：志村知幸（日本）；黃啟昌（TVB）（香港））
怪盜學院的成員。龜之鞠萬年家的執事，真正身份為寶石收藏家。為了得到寶石於第27集綁架龜之麴綠。後於第28集被捕。於第47集跟怪盜U相遇並逃獄。
豚露絲（聲：武田華（日本）；林元春（TVB）（香港））
於第29集登場。因不想所有人有溫泉，而封閉所有溫泉入口，卻被怪盜U得到。
ぶたぶひろう（聲：間宮康弘（日本）；麥皓豐（TVB）（香港））
於第29集登場。
衣服被弄污的女子（聲：佐伯美由紀（日本）；鄭麗麗（TVB）（香港））
於第30集登場。被魔術師Mr.海豹撞到。
喜歡帽子的熊少年（聲：若山晃久（日本）；謝潔貞（TVB）（香港））
於第30集登場。被魔術師Mr.海豹撞到。
馬少女（聲：夏谷美希（日本）；劉惠雲（TVB）（香港））
於第30集登場。被魔術師Mr.海豹撞到。
雪糕蛋糕店長（聲：小西克幸（日本）；關令翹（TVB）（香港））
於第30集登場。被魔術師Mr.海豹撞到。
莉莉（聲：福圓美里（日本）；劉惠雲（TVB）（香港））
『Fried Bones』店長之女兒。於第30集因找蝴蝶結而認識了布朗。於第31集與她的父親到別的小鎮。
莉莉的父親（聲：佐佐木義人（日本）；李錦綸（TVB）（香港））
『Fried Bones』之店長。於第30集到嘉年華會埸售賣炸骨頭。於第31集與莉莉到別的小鎮。僅出現聲音。
紅蘿蔔·福斯（聲：平田廣明（日本）；黃積權（TVB）（香港））
本名草田馬雄。屁屁偵探、布朗之天敵。自稱第一名偵探，實為搶劫案犯人。於第32集到KNK銀行搶劫，後在第33集被捕。於第47集再度出場。
冬·華頓（聲：岩田光央（日本）；鍾見麟（TVB）（香港））
本名黑·豚介。紅蘿蔔·福斯之助手。於第32集到KNK銀行搶劫，後在第33集被捕
於第47集再度出場。
降田兔人（聲：井口祐一（日本）；關令翹（TVB）（香港））
蘿伯特·馬斯之手下。於第32集到KNK銀行搶劫，後於第33集被捕。
熊澤茶太郎（聲：佐佐木義人（日本）；麥皓豐（TVB）（香港））
蘿伯特·馬斯之手下。於第32集到KNK銀行搶劫，後於第33集被捕。
家燕工程的工頭（聲：中村まこと（日本）；劉昭文→翟耀輝（TVB）（香港））
第1集登場。於第38集被假怪盜U搶劫。
家燕工程的學徒（聲：池田鐵洋（日本）；李安邦→曹啟謙（TVB）（香港））
第1集登場。
サル男（聲：大畑伸太郎（日本）；麥皓豐（TVB）（香港））
第35集登場。欲偷走鐘樓的秘寶，最後失敗。
サル次郎（聲：辻本耕志（日本）；曹啟謙（TVB）（香港））
第35集登場。欲偷走鐘樓的秘寶，最後失敗。
長老（聲：中博史（日本）；招世亮（TVB）（香港））
於第36集被盜墓三人組偷走重要的拐杖。
革流巴（聲：渡邊明乃（日本）；劉惠雲（TVB）（香港））
於第36集偷走重要的拐杖，後被捕入獄。於第61集交代已於一個月前出獄。
埃萊克（聲：布萊德庫特·莎拉·惠美（日本）；張頌欣（TVB）（香港））
於第36集偷走重要的拐杖，後被捕入獄。於第61集交代已於一個月前出獄。
伏特（聲：北澤力（日本）；關令翹（TVB）（香港））
於第36集偷走重要的拐杖，後被捕入獄。於第61集交代已於一個月前出獄。
導演（聲：（日本）；劉奕希（TVB）（香港））
第37集登場。偵探電影之導演，實為瘋狂猴子之成員，後被拘捕。
胡魯夫斯基（聲：井上和彥（日本）；李錦綸（TVB）（香港））
狼家之城主。於第38集被怪盜U捉住，後於第39集被救出。
伊旺（聲：園部啟一（日本）；馮志輝（TVB）（香港））
第38集登場。說話很慢。
假怪盜U（聲：山本兼平（日本）；曹啟謙（TVB）（香港））
涉及多宗小形搶劫事件。於第38集假扮怪盜U偷月夜之宴。於第39集被捕。
花·豹子（聲：佐伯美由紀（日本）；吳羨婷→凌晞（TVB）（香港））
於第38集被假怪盜U搶劫。
馴鹿岩男（聲：保村真（日本）；劉奕希（TVB）（香港））
山內山滑雪場的老闆。於第40集委托屁屁偵探解決雪山的白色怪物之謎。於第57集到城市辦鬼屋。
馴育美（聲：佐伯美由紀（日本）；林元春（TVB）（香港））
鹿雄的妻子。掌管滑雪場的食堂。
馴鹿瑞（聲：宇山玲加（日本）；袁淑珍（TVB）（香港））
馴家的長男。於第40集為加多滑雪場的客人而製造雪山的雪男（白色怪物）
馴鹿恩（聲：小橋里美（日本）；雷碧娜（TVB）（香港））
馴家的次男。於第40集為加多滑雪場的客人而製造雪山的雪男（白色怪物）
馴鹿弟（聲：古木望（日本）；林丹鳳→黃鳳英（TVB）（香港））
馴家的三男
於第40集為加多滑雪場的客人而製造雪山的雪男（白色怪物）
房東（大屋先生）（聲：中村まこと（日本）；陳永信→招世亮（TVB）（香港））
公寓房東。於第42集委托屁屁偵探找回不知所終的雅卡爾先生
蛙王16世（聲：長嶝高士（日本）；朱子聰→陳永信（TVB）（香港））
蛙蛙王國的國王。於第45集委托屁屁偵探不被怪盜U偷走寶物。於第61-62集到遺跡調查，但失敗。
蛙莉特（聲：夏谷美希（日本）；曾秀清（TVB）（香港））
蛙莉妞之母。
蛙莉妞（聲：東山奈央（日本）；陳皓宜（TVB）（香港））
蛙王16世之女兒。於第46集成為呱公平的妻子。
蛙琪札（聲：遊佐浩二（日本）；曹啟謙（TVB）（香港））
演員。候補新郎之一。
蛙公平（聲：村田太志（日本）；李安邦（TVB）（香港））
於第46集被怪盜U捉住並被其冒認他，後被救出並成為呱莉的丈夫。
蛙勤勉（聲：（日本）；翟耀輝（TVB）（香港））
候補新郎之一, 很聰明, 但不擅長運動。
肌肉蛙（聲：（日本）；關令翹（TVB）（香港））
候補新郎之一, 非常強壯。
蛙姆（聲：石谷春貴（日本）；李致林（TVB）（香港））
於第45集到外旅行卻被怪盜U冒認。於第46集回來。
蛙蛙王國的大臣（聲：蓮岳大（日本）；盧國權（TVB）（香港））
於第46集被怪盜U捉住，後被救出。
耳垂板直進（聲：松本大（日本）；李鎮然（TVB）（香港））
第47集登場。柵欄監獄的監獄長。討厭彎彎曲曲的東西。
獄警（聲：（日本））
柵欄監獄的獄警。
蘋果小偷（聲：林勇（日本）；麥皓豐（TVB）（香港））
於第49集被捕。原出現至繪本第四集。
兔百合（聲：朴璐美（日本）；葉曉欣（TVB）（香港））
第52集登場。演員，在《輝夜公主》中飾演輝夜。被怪盜U捉走並假扮。
兔彼特（聲：內田夕夜（日本）；陳灝瑋（TVB）（香港））
第52集登場。演員，喜歡拳擊。
負責人（聲：佐佐木義人（日本）；蕭徽勇（TVB）（香港））
第52集登場。歌劇院的負責人。
怪盜吱（聲：石谷春貴（日本）；胡家豪（TVB）（香港））
第52集登場。近期出現的小偷，與怪盜U一樣，犯案前會寄出預告信，最後被捕。
鼠錢藏（聲：鹽屋浩三（日本）；蘇強文（TVB）（香港））
與怪盜學院有不法交易，被汪汪警察跟蹤
於第53集投得大招財貓。於第54集綁架布朗和店長，欲得到招財貓，最後被汪汪警察逮捕。
屋代牙美（聲：佐佐木義人（日本）；黃子敬→陳永信（TVB）（香港））
從事房屋仲介的工作。於第53集欲競投招財貓，但失敗。
團子丸尾（聲：小西克幸（日本）；劉奕希→李鎮然（TVB）（香港））
於第55集登場。「Book furuhon」二手書店的店員、鐵路愛好者。於第68-69集恐嚇小鈴，實際是想向小鈴示愛。
白鳥店員（聲：佐伯美由紀（日本）；詹健兒（TVB）（香港））
第55集登場。
POCHA（聲：林大地（日本）；陳卓智（TVB）（香港））
第56集登場。鼓手。
KURO（聲：佐佐木義人（日本）；關令翹（TVB）（香港））
第56集登場。
TORA（聲：（日本））
第56集登場。
通緝中的小偷（聲：松山鷹志（日本）；曹啟謙（TVB）（香港））
於第57集被拘捕。
咕咕山（聲：矢野正明（日本）；翟耀輝（TVB）（香港））
第58集登場。列車長。
ハトミ（聲：（日本）；曾秀清（TVB）（香港））
第58集登場。
青蛙少年（聲：林大地（日本）；鍾見麟（TVB）（香港））
乘客，被小老鼠偷走便當。
魚學生（聲：夏谷美希（日本）；陳皓宜（TVB）（香港））
第58集登場。乘客，被小老鼠偷走便當。
水牛會成員（聲：（日本）；李錦綸（TVB）（香港））
第58集登場。乘客，被小老鼠偷走便當。
兔小姐（聲：（日本）；劉惠雲（TVB）（香港））
第58集登場。乘客，被小老鼠吃掉便當一口。
小老鼠（聲：菊池心（日本）；詹健兒（TVB）（香港））
第58集登場。因喜歡吃芝士，所以偷走乘客的便當。
鬣狗（聲：小野坂昌也（日本）；曹啟謙（TVB）（香港））
第60集登場。欲偷走萬年先生家的東西，最後被捕。
貓船長（聲：新谷真弓（日本）；凌晞（TVB）（香港））
第61集登場。表面上是探險者，實為盜墓者。
福仙（聲：佐伯美由紀（日本））
第61集登場。貓船長手下。
鶯井進（聲：（日本）；黃積權（TVB）（香港））
第63集登場。
牛頭田（聲：酒井敬幸（日本）；李鎮然（TVB）（香港））
第63集登場。通緝犯，後被捕。
蝴蝶博士（聲：利根健太朗（日本）；李鎮然（TVB）（香港））
已故偉大發明家。在他發明的東西中，每個也有兩個功能。僅於回憶中出現。
蝴蝶夫人（聲：日高範子（日本）；雷碧娜（TVB）（香港））
蝴蝶博士之妻。早前收到怪盜U的預告信，卻拜托他偷走「永久的芳香」。
於第64集再收到怪盜U寄出的預告信。
西羅（聲：福山潤（日本）；李致林（TVB）（香港））
第64集登場。以蝴蝶夫人的親戚身份自居。實際是怪盜U假扮。
蓓莉／怪盜B（聲：大久保瑠美（日本）；黃昕瑜（TVB）（香港））
怪盜學院的成員，怪盜U的老朋友
於第66集到幸運貓工作，實際想接近屁屁偵探，近距離接觸屁屁偵探時，會向他噴辣香水
於第67集得到星夜小姐的黃眼戒指，但最後被屁屁偵探識穿並顯露真正身分後與怪盜U逃走，之後發現偷走的戒指實為贗品
紅豆（聲：藤田咲（日本）；成瑤孆（TVB）（香港））
第66集出場。小鈴的好友。
怪盜G（聲：大塚芳忠（日本）；黃啟昌（TVB）（香港））
怪盜學院的首領。僅於鼠錢藏／蓓莉口中提及，及在第54集報紙出現身影。
桃色頭髮的男子（聲：（日本）；麥皓豐（TVB）（香港））
幸運貓的粉絲。於第68-69集被懷疑是恐嚇小鈴的人。
水邊（聲：宮崎敦吉（日本）；張錦江→蘇強文（TVB）（香港））
在公園負責出租小船的工作。於第68集被懷疑是恐嚇小鈴的人。
大姐大（聲：安濟知佳（日本）；劉惠雲（TVB）（香港））
第69集出場。小鈴的前輩。
エボシ（聲：（日本）；翟耀輝（TVB）（香港））
第70集出場。使芝娃娃局長被冤枉的真正犯人。
袁智慧的母親（聲：水落幸子（日本）；袁淑珍（TVB）（香港））
第71集出場。
馬尼安（聲：後藤光祐（日本）；曹啟謙（TVB）（香港））
第72集出場。假扮粗頸警官的犯人。
蝴蝶（聲：伊藤靜（日本）；魏惠娥（TVB）（香港））
第72集出場。粗頸警官的妻子。
姜姜（聲：水瀨祈（日本）；凌晞（TVB）（香港））
第73集出場。
扁口魚（聲：吉野裕行（日本）；黃積權（TVB）（香港））
第73集出場。
怪盜M（聲：伊藤健太郎（日本）；李鎮然（TVB）（香港））
第73集出場。
鯛子（聲：木野日菜（日本）；魏惠娥（TVB）（香港））
第74集出場。
荒山（聲：熊井統子（日本）；黃積權（TVB）（香港））
第74集出場。
蠻銀治（聲：白熊寬嗣（日本）；李鎮然（TVB）（香港））
第75集出場。
黑鷲久美子（聲：YOKO FUCHIGAMI（日本）；黃啟昌（TVB）（香港））
第76集出場。
鶴露露（聲：甲斐田裕子（日本）；詹健兒（TVB）（香港））
第76集出場。
白鷺露（聲：五十嵐麗（日本）；曾秀清（TVB）（香港））
第76集出場。
鱷川（聲：藤原貴弘（日本））
第77集出場。
エリザマスふじん（聲：一城美由希（日本）；黃麗芳（TVB）（香港））
第77集出場。
芝崎·芝達／怪盜C（聲：小清水亞美（日本）；魏惠娥（TVB）（香港））
第79集出場。怪盜學院的成員。為求目的不惜使用任何卑鄙手段，其所作所為被怪盜B批評欠缺美學而不屑。
猩小妹（聲：三日尻望（日本）；黃昕瑜（TVB）（香港））
第82集出場。猩爸爸的女兒。一直為拳擊比賽而努力著，但對於猩爸爸企圖陷害其競爭對手的行徑不知情。
猩爸爸（聲：木村雅史（日本）；（TVB）（香港））
第82集出場。猩小妹的父親。為了讓猩小妹勝出拳擊比賽而企圖陷害小鈴，其後悔改。
波波／怪盜P（聲：岡村明美（日本）；詹健兒（TVB）（香港））
第83集出場。怪盜學院的成員。利用視覺陷阱盜取相機內的寶物。
小丑（聲：（日本）；關令翹（TVB）（香港））
第83集出場。怪盜P的手下。
かんちょう（聲：（日本）；陸惠玲（TVB）（香港））
第83集出場。幻覺藝術博物館館長。
車莉（聲：洲崎綾（日本）；凌晞（TVB）（香港））
第88集出場。酒店職員。被怪盜U冒認。
布冧（聲：天野宏鄉（日本）；曹啟謙（TVB）（香港））
第89集出場。車莉的弟弟。
亞歷山德羅（聲：（日本）；李凱傑（TVB）（香港））
第90集出場。薄餅店店主。
里安納度（聲：森奈奈子（日本）；劉惠雲（TVB）（香港））
第90集出場。亞歷山德羅的兒子。
ホーク（聲：斧篤志（日本）；潘文柏（TVB）（香港））
第91集出場。
佩杜魯（聲：川田紳司（日本）；關令翹（TVB）（香港））
第92集出場。
ハトむら（聲：菊池正美（日本））
第93集出場。
バッタはやと（聲：（日本））
第93集出場。
怪盜F（聲：森川智之（日本））
第100集出場。
屁屁偵探之母（聲：（日本））
廚藝一流
僅被屁屁偵探提及，及於第15、56集出現身影。

## 發行書籍
日本由ポプラ社出版，台灣為遠流出版公司代理。以下列表以日文原版為標準。

### 繪本
| 集數 | 日文標题 | 中文標題 | 日本出版日期   | 台灣出版日期   | 日版ISBN               |
| ---- | -------- | -------- | -------------- | -------------- | ---------------------- |
| 1    |          |          | 2012年10月6日  | 2014年6月1日   | ISBN 978-4-591-13090-2 |
| 2    |          |          | 2013年9月10日  | 2015年4月1日   | ISBN 978-4-591-13587-7 |
| 3    |          |          | 2014年3月8日   | 2015年10月29日 | ISBN 978-4-591-13908-0 |
| 4    |          |          | 2014年10月1日  | 2015年10月29日 | ISBN 978-4-591-14142-7 |
| 5    |          |          | 2015年10月7日  | 2017年1月20日  | ISBN 978-4-591-14674-3 |
| 6    |          |          | 2016年12月6日  | 2018年4月27日  | ISBN 978-4-591-15257-7 |
| 7    |          |          | 2018年12月13日 | 2019年11月1日  | ISBN 978-4-591-16067-1 |

### 讀本
| 集數 | 日文標题                                       | 中文標題                        | 日本出版日期  | 台灣出版日期  | 日版ISBN               |
| ---- | ---------------------------------------------- | ------------------------------- | ------------- | ------------- | ---------------------- |
| 1    |                                                |                                 | 2015年8月6日  | 2017年6月29日 | ISBN 978-4-591-14618-7 |
| 2    |                                                |                                 | 2016年3月10日 | 2017年9月9日  | ISBN 978-4-591-14922-5 |
| 3    |                                                |                                 | 2016年8月3日  | 2018年1月27日 | ISBN 978-4-591-15098-6 |
| 4    |                                                |                                 | 2017年3月9日  | 2018年5月30日 | ISBN 978-4-591-15403-8 |
| 5    |                                                |                                 | 2017年8月3日  | 2018年7月27日 | ISBN 978-4-591-15515-8 |
| 6    |                                                |                                 | 2018年3月10日 | 2019年7月1日  | ISBN 978-4-591-14618-7 |
| 7    |                                                |                                 | 2018年8月5日  | 2019年8月28日 | ISBN 978-4-591-15915-6 |
| 8    | おしりたんてい かいとうと ねらわれた はなよめ  | 屁屁偵探讀本：被怪盜盯上的新娘  | 2019年4月20日 | 2020年7月17日 |                        |
| 9    | おしりたんてい ラッキーキャットは だれの てに! | 屁屁偵探讀本：幸運貓落到誰手上! | 2019年8月22日 | 2020年9月29日 |                        |
| 10   | おしりたんてい おしりたんていのこい!?          | 屁屁偵探讀本：屁屁偵探戀愛了?!  |               | 2021年10月8日 |                        |

### 活動限定本
| 集數        | 日文標题 | 中文標題                   | 日本出版日期   | 台灣出版日期  | 日版ISBN               |
| ----------- | -------- | -------------------------- | -------------- | ------------- | ---------------------- |
| 活動限定本1 |          | 屁屁偵探讀本: 咖哩香料事件 | 2017年12月23日 | 2020年3月27日 | ISBN 978-4-591-14618-7 |

## 電視動畫
2017年5月31日，由東映動畫於官方推特宣布動畫化。
2018年5月3日，於NHK教育頻道播出，預計於2019年2月於Animax播出。在日本以外地区，中国大陆於2018年7月3日由愛奇藝播出，香港免費電視版於2019年7月1日起由翡翠台播出，而台灣於2020年4月12日起由衛視中文台播出。收費點播平台hmvod粵語配音重配版於2021年5月28日起逢星期五更新5集。

### 製作人員
- 原作：Troll
- 企画：鷲尾天、長谷川均、押田敦
- 製片人：、坂田淳
- 系列構成：高橋奈津子
- 音樂：高木洋
- 美術設計：增田龍太郎
- 色彩設計：森綾
- 角色設計、總作畫監督：真庭秀明
- 系列總監：芝田浩樹
- 特殊效果：勝岡稔夫
- 攝影監督：五十嵐慎一
- 編集：吉田公紀
- 錄音：阿部智佳子
- 音響效果：中原隆太、茅原万起子
- 記錄：
- 製作台：太田有紀
- 鑄件：松山守美
- 合作製片人：吉田稔、犬塚舞、高林淳一
- 動畫製作：東映動畫

### 主題曲
片頭曲
作詞：藤本記子，作曲：小杉保夫，編曲：高木洋，主唱：伊勢大貴
編舞：TEMPURA KIDZ
粵語片頭曲「屁屁偵探」（TVB 第40集起）
作詞：黃厚霖，作曲：小杉保夫，監製：劉易昇，主唱：伍富橋

### 各話列表
| 話數  | 日文標題 | 中文標題                         | 香港翡翠台標題                 | 劇本       | 分鏡 （導演合作）     | 演出                  | 作畫監督                   | 美術監督   | 原作       |       |
| 第1期 | 第1期    | 第1期                            | 第1期                          | 第1期      | 第1期                 | 第1期                 | 第1期                      | 第1期      | 第1期      | 第1期 |
| ----- | -------- | -------------------------------- | ------------------------------ | ---------- | --------------------- | --------------------- | -------------------------- | ---------- | ---------- | ----- |
| 1     |          | 噗噗兩聲 完美破案! 屁屁偵探登場! | 呠呠解決了！屁屁偵探登場！     | 高橋奈津子 | 芝田浩樹              | 芝田浩樹              | 川村敦子                   | 田中美紀   | 繪本第一集 |       |
| 2     |          | 噗噗 小小局長的大危機!?          | 呠呠！小局長的大危機！         | 大草芳樹   | 土田豐                | 土田豐                | 河野宏之                   | 增田龍太郎 | 繪本第三集 |       |
| 3     |          | 噗噗 怪盜現身                    | 呠呠！世紀怪盜現身！           | 成田順     | 平山美穗              | 高橋裕哉              | 真庭秀明                   |            | 繪本第五集 |       |
| 4     |          | 噗噗 無法殲滅的犯罪集團 前篇     | 呠呠！黑影竊盜團入侵 上集      | 高橋奈津子 | 小村敏明              | 小村敏明              | 河野宏之                   | 增田龍太郎 | 讀本第三集 |       |
| 5     |          | 噗噗 無法殲滅的犯罪集團 後篇     | 呠呠！黑影竊盜團入侵 下集      | 高橋奈津子 | 紅優                  | 山口曉生              | 河野宏之                   | 田中美紀   | 讀本第三集 |       |
| 6     |          | 噗噗 客人的失物                  | 呠呠！客人的失物！             | 成田順     | 土田豐                | 土田豐                | 川村敦子                   |            | 讀本第二集 |       |
| 7     |          | 噗噗 布朗物語                    | 呠呠！布朗上學記               | 大草芳樹   | 平山美穗              | 高橋裕哉              | 真庭秀明                   | 陳烔年     | 讀本第四集 |       |
| 8     |          | 噗噗 紫衣夫人的暗號事件 前篇     | 呠呠！紫衣夫人暗號事件 上集    | 高橋奈津子 | 小村敏明              | 小村敏明              | 河野宏之                   | 田中美紀   | 讀本第一集 |       |
| 9     |          | 噗噗 紫衣夫人的暗號事件 後篇     | 呠呠！紫衣夫人暗號事件 下集    | 大草芳樹   | 紅優                  | 池田洋子              | 河野宏之                   |            | 讀本第一集 |       |
| 10    |          | 噗噗 活躍的無尾熊小妹            | 呠呠！樹熊妹妹大活躍           | 高橋奈津子 | 芝田浩樹              | 芝田浩樹              | 川村敦子                   | 增田龍太郎 | 原創劇情   |       |
| 第2期 |          |                                  |                                |            |                       |                       |                            |            |            |       |
| 11    |          | 噗噗 理髮店出現幽靈              | 呠呠！理髮店的幽靈             | 篠澤侑斗   | 貝澤幸男              | 貝澤幸男              | 高橋友彥                   | 田中美紀   | 讀本第三集 |       |
| 12    |          | 噗噗 怪盜對上偵探 前篇           | 呠呠！怪盜鬥偵探 上集          | 成田順     | 平山美穗              | 平山美穗              | 真庭秀明                   | 田中美紀   | 讀本第四集 |       |
| 13    |          | 噗噗 怪盜對上偵探 後篇           | 呠呠！怪盜鬥偵探 下集          | 成田順     | 土田豐                | 土田豐                | 河野宏之                   | 陳烔年     | 讀本第四集 |       |
| 14    |          | 噗噗 來自遺址的求救信 前篇       | 呠呠！遺跡傳來的求救訊號 上集  | 成田順     | 小村敏明              | 小村敏明              | 伊藤郁子                   | 田中美紀   | 讀本第五集 |       |
| 15    |          | 噗噗 來自遺址的求救信 後篇       | 呠呠！遺跡傳來的求救訊號 下集  | 大草芳樹   | 芝田浩樹              | 芝田浩樹              | 川村敦子                   | 羽鳥雅美   | 讀本第五集 |       |
| 16    |          | 噗噗 可疑的訪客                  | 呠呠！可疑的訪客               | 篠澤侑斗   | 貝澤幸男              | 小山保德              | 高橋友彥                   | 陳烔年     | 讀本第五集 |       |
| 17    |          | 噗噗 危險的圓圓的東西            | 呠呠！危險的球體               | 高橋奈津子 | 土田豐                | 土田豐                | 河野宏之                   | 陳烔年     | 原創劇情   |       |
| 18    |          | 噗噗 怪盜U的大作戰               | 呠呠！怪盜U的大作戰            | 千葉克彥   | 平山美穗              | 平山美穗              | 真庭秀明                   | 田中美紀   | 原創劇情   |       |
| 19    |          | 噗噗 消失在暗夜中的巨人 前篇     | 呠呠！消失在暗夜中的巨人 上集  | 篠澤侑斗   | 池田洋子              | 池田洋子              | 川村敦子                   | 羽鳥雅美   | 讀本第二集 |       |
| 20    |          | 噗噗 消失在暗夜中的巨人 後篇     | 呠呠！消失在暗夜中的巨人 下集  | 千葉克彥   | 小村敏明              | 小村敏明              | 川村敦子                   | 陳烔年     | 讀本第二集 |       |
| 21    |          | 噗噗 點心小偷是誰?               | 呠呠！誰是偷小食的賊人？       | 高橋奈津子 | 紅優                  | 古家陽子              | 伊藤郁子                   | 田中美紀   | 讀本第一集 |       |
| 22    |          | 噗噗 眺望莊的妖怪 前篇           | 呠呠！見晴莊的怪人！上集       | 高橋奈津子 | 芝田浩樹              | 芝田浩樹              | 河野宏之                   | 羽鳥雅美   | 讀本第七集 |       |
| 23    |          | 噗噗 眺望莊的妖怪 後篇           | 呠呠！見晴莊的怪人！下集       | 篠澤侑斗   | 紅優                  | 佐藤雅教              | 河野宏之                   | 佐藤千惠   | 讀本第七集 |       |
| 24    |          | 噗噗 埋伏的夜晚                  | 呠呠！盯梢之夜                 | 千葉克彥   | 紅優                  | 高橋裕哉              | 齊藤拓也                   | 田中美紀   | 讀本第七集 |       |
| 25    |          | 噗噗 有嫌疑的刑警                | 呠呠！被懷疑的警官             | 大草芳樹   | 小村敏明              | 小村敏明              | 川村敦子                   | 羽鳥雅美   | 原創劇情   |       |
| 26    |          | 噗噗 拿回包包                    | 呠呠！取回袋子吧               | 成田順     | 池田洋子              | 池田洋子              | 伊藤郁子                   | 陳烔年     | 原創劇情   |       |
| 第3期 |          |                                  |                                |            |                       |                       |                            |            |            |       |
| 27    |          | 噗噗 尋找夢幻的彩虹鑽石 前篇     | 呠呠！尋找彩虹鑽石 上集        | 大草芳樹   | 古家陽子              | 古家陽子              | 河野宏之                   | 田中美紀   | 繪本第二集 |       |
| 28    |          | 噗噗 尋找夢幻的彩虹鑽石 後篇     | 呠呠！尋找彩虹鑽石 下集        | 成田順     | 佐藤雅教              | 佐藤雅教              | 齊藤拓也                   | 羽鳥雅美   | 繪本第二集 |       |
| 29    |          | 噗噗 怪盜U熱情似火               | 呠呠！怪盜U喜歡熱熱的          | 高橋奈津子 | 芝田浩樹              | 芝田浩樹              | 川村敦子                   | 陳烔年     | 原創劇情   |       |
| 30    |          | 噗噗 有兩個屁屁偵探 前篇         | 呠呠！有兩個屁屁偵探？上集     | 千葉克彥   | 小村敏明              | 小村敏明              | 河野宏之                   | 田中美紀   | 繪本第六集 |       |
| 31    |          | 噗噗 有兩個屁屁偵探 後篇         | 呠呠！有兩個屁屁偵探？下集     | 千葉克彥   | 佐藤雅教              | 佐藤雅教              | 河野宏之                   | 羽鳥雅美   | 繪本第六集 |       |
| 32    |          | 噗噗 怪怪偵探事務所 前篇         | 呠呠！危險的偵探事務所 上集    | 篠澤侑斗   | 古家陽子              | 古家陽子              | 簾畑由實                   | 陳烔年     | 讀本第六集 |       |
| 33    |          | 噗噗 怪怪偵探事務所 後篇         | 呠呠！危險的偵探事務所 下集    | 大草芳樹   | 高橋裕哉              | 高橋裕哉              | 真庭秀明                   | 田中美紀   | 讀本第六集 |       |
| 34    |          | 噗噗 父親大人太操心              | 呠呠！爸爸太操心了             | 成田順     | 池田洋子              | 佐藤雅教              | 川村敦子                   | 羽鳥雅美   | 讀本第六集 |       |
| 35    |          | 噗噗 鐘樓上的亡靈                | 呠呠！鐘樓的亡靈               | 千葉克彥   | 紅優                  | 貝澤幸男              | 高橋友彥                   | 陳烔年     | 原創劇情   |       |
| 36    |          | 噗噗 充滿陷阱的叢林              | 呠呠！滿佈陷阱的森林           | 千葉克彥   | 小村敏明              | 小村敏明              | 河野宏之                   | 田中美紀   | 原創劇情   |       |
| 37    |          | 噗噗 犯罪計劃的劇本              | 呠呠！犯罪計劃的劇本           | 大草芳樹   | 貝澤幸男              | 貝澤幸男              | 簾畑由實                   | 羽鳥雅美   | 原創劇情   |       |
| 38    |          | 噗噗 怪盜U對怪盜U 前篇           | 呠呠！怪盜U對怪盜U 上集        | 高橋奈津子 | 紅優                  | 平山美穗              | 真庭秀明                   | 陳烔年     | 原創劇情   |       |
| 39    |          | 噗噗 怪盜U對怪盜U 後篇           | 呠呠！怪盜U對怪盜U 下集        | 高橋奈津子 | 芝田浩樹              | 芝田浩樹              | 川村敦子                   | 田中美紀   | 原創劇情   |       |
| 第4期 |          |                                  |                                |            |                       |                       |                            |            |            |       |
| 40    |          | 噗噗 雪山的白色怪物 前篇         | 呠呠！雪山中的白色怪物 上集    | 大草芳樹   | 佐藤雅教              | 佐藤雅教              | 飯島秀一 筱原健二          | 羽鳥雅美   | 繪本第七集 |       |
| 41    |          | 噗噗 雪山的白色怪物 後篇         | 呠呠！雪山中的白色怪物 下集    | 成田順     | 貝澤幸男              | 高橋裕哉              | 簾畑由實                   | 田中美紀   | 繪本第七集 |       |
| 42    |          | 噗噗 失蹤的畫家之謎              | 呠呠！畫家消失之謎             | 千葉克彥   | 貝澤幸男              | 貝澤幸男              | 川崎健太郎                 | 佐藤千惠   | 原創劇情   |       |
| 43    |          | 噗噗 馬爾濟斯局長與吉娃娃局長    | 呠呠！馬爾濟斯局長與芝娃娃局長 | 米村正二   | 平山美穗              | 岩井隆央              | 日下岳史 吉川佳織          | 羽鳥雅美   | 原創劇情   |       |
| 44    |          | 噗噗 布朗偵探的修行              | 呠呠！布朗的偵探修行           | 米村正二   | 小村敏明              | 小村敏明              | 仁井宏隆 岡部實            | 宮本里香   | 原創劇情   |       |
| 45    |          | 噗噗 怪盜與被鎖定的新娘 前篇     | 呠呠！怪盜與被盯上的新娘 上集  | 米村正二   | 小村敏明              | 小村敏明              | 田中理子 秦野三和子        | 宮本里香   | 讀本第八集 |       |
| 46    |          | 噗噗 怪盜與被鎖定的新娘 後篇     | 呠呠！怪盜與被盯上的新娘 下集  | 千葉克彥   | 高橋裕哉              | 高橋裕哉              | 真庭秀明                   | 羽鳥雅美   | 讀本第八集 |       |
| 47    |          | 噗噗 柵欄監獄的計劃 前篇         | 呠呠！柵欄中的計劃 上集        | 高橋奈津子 | 佐佐木憲世            | 佐佐木憲世            | 筱原健二 楠木智子          | 田中美紀   | 讀本第八集 |       |
| 48    |          | 噗噗 柵欄監獄的計劃 後篇         | 呠呠！柵欄中的計劃 下集        | 高橋奈津子 | 佐藤雅教              | 田邊泰裕              | 簾畑由實                   | 宮本里香   | 讀本第八集 |       |
| 49    |          | 噗噗 猩皮拳頭主編的事件簿        | 呠呠！猩皮總編輯事件簿         | 大草芳樹   | 貝澤幸男              | 貝澤幸男              | 織岐一寬                   | 田中美紀   | 原創劇情   |       |
| 50    |          | 噗噗 蛀牙好痛哦                  | 呠呠！蛀牙很痛苦啊             | 成田順     | 芝田浩樹              | 岩井隆央              | 飯島秀一 江原小百合        | 羽鳥雅美   | 原創劇情   |       |
| 51    |          | 噗噗 危險的包袱                  | 呠呠！危險的背包               | 高橋奈津子 | 小村敏明              | 小村敏明              | 梨澤孝司 井手武生          | 田中美紀   | 原創劇情   |       |
| 52    |          | 噗噗 歌劇院的怪盜                | 呠呠！歌劇院的怪盜             | 千葉克彥   | 佐藤雅教              | 佐藤雅教              | 簾畑由實                   | 宮本里香   | 原創劇情   |       |
| 第5期 |          |                                  |                                |            |                       |                       |                            |            |            |       |
| 53    |          | 噗噗 幸運貓落到誰手上 前篇       | 噗噗 幸運貓落到誰手上！上集    | 米村正二   | 佐藤雅教              | 佐藤雅教              | 簾畑由實                   | 羽鳥雅美   | 讀本第九集 |       |
| 54    |          | 噗噗 幸運貓落到誰手上 後篇       | 噗噗 幸運貓落到誰手上！下集    | 井上亞樹子 | 芝田浩樹              | 芝田浩樹              | 井手武生                   | 東美紀     | 讀本第九集 |       |
| 55    |          | 噗噗 充滿回憶的招財貓 前篇       | 噗噗 回憶的招財貓！上集        |            | 越智一裕              | 三上雅人              | 梨澤孝司                   | 羽鳥雅美   | 讀本第九集 |       |
| 56    |          | 噗噗 充滿回憶的招財貓 後篇       | 噗噗 回憶的招財貓！下集        | 高橋奈津子 | 佐藤真二              | 手冢江美              | 日下岳史 井手武生          | 東美紀     | 讀本第九集 |       |
| 57    |          | 噗噗 尖尖耳與恐怖鬼屋            | 噗噗 尖耳警官與恐怖大屋        | 井上亞樹子 | 增富真福              | 中島啟太郎            |                            | 羽鳥雅美   | 原創劇情   |       |
| 58    |          | 噗噗 消失的便當之謎！前篇        | 噗噗 便當消失之謎，前篇        | 大草芳樹   | 三上雅人              | 三上雅人              | 繪本第四集                 | 羽鳥雅美   |            |       |
| 59    |          | 噗噗 消失的便當之謎！後篇        | 噗噗 便當消失之謎！後篇        | 成田順     | 宮繁之                | 高橋裕哉              | 繪本第四集                 |            | 東美紀     |       |
| 60    |          | 噗噗 組成！萬事OK俱樂部          | 噗噗 成立萬事OK俱樂部！        | 米村正二   | 小川孝治 （芝田浩樹） | 小川孝治 （芝田浩樹） | 日下岳史 迫江沙羅 松原江里 | 原創劇情   | 東美紀     |       |
| 61    |          | 噗噗 海底遺跡的冒險 前篇         | 噗噗 海底遺跡的冒險 前篇       | 千葉克彥   | 芝田浩樹              | 芝田浩樹              | 井手武生                   | 原創劇情   | 東美紀     |       |
| 62    |          | 噗噗 海底遺跡的冒險 後篇         | 噗噗 海底遺跡的冒險 後篇       | 千葉克彥   | 佐藤雅教              | 佐藤雅教              | 梨澤孝司                   | 原創劇情   | 羽鳥雅美   |       |
| 63    |          | 噗噗 光輝之塔的約會              | 噗噗 光輝之塔的約會            |            | 越智一裕              | 三上雅人              |                            | 原創劇情   | 羽鳥雅美   |       |
| 64    |          | 噗噗 怪盜U與蝴蝶夫人 前篇        | 噗噗 怪盜U與蝴蝶夫人 前篇      | 成田順     | 芝田浩樹              | 芝田浩樹              | 井手武生                   | 原創劇情   | 東美紀     |       |
| 65    |          | 噗噗 怪盜U與蝴蝶夫人 後篇        | 噗噗 怪盜U與蝴蝶夫人 後篇      | 高橋奈津子 | 佐藤雅教 （芝田浩樹） | 佐藤雅教 （芝田浩樹） | 梨澤孝司                   | 原創劇情   | 羽鳥雅美   |       |
| 第6期 |          |                                  |                                |            |                       |                       |                            |            |            |       |
| 66    |          |                                  | 噗噗 屁屁偵探戀愛了？前篇      | 千葉克彥   | 清水空翔              | 三上雅人              |                            | 羽鳥雅美   | 讀本第十集 |       |
| 67    |          |                                  | 噗噗 屁屁偵探戀愛了？後篇      | 千葉克彥   |                       |                       |                            | 羽鳥雅美   | 讀本第十集 |       |
| 68    |          |                                  | 噗噗 桃紅色的恐嚇信 前篇       | 井上亞樹子 | 佐藤真人              | 佐藤真人              | 秦野三和子                 | 東美紀     | 讀本第十集 |       |
| 69    |          |                                  | 噗噗 桃紅色的恐嚇信 後篇       |            | 佐藤真人              | 佐藤真人              | 秦野三和子                 | 東美紀     | 讀本第十集 |       |
| 70    |          |                                  | 噗噗 名犬警察再現！            | 米村正二   | 芝田浩樹              | 芝田浩樹              | 梨澤孝司                   | 東美紀     | 原創劇情   |       |
| 71    |          |                                  | 噗噗 海報被掉包之謎            | 大草芳樹   | 佐藤雅教              | 佐藤雅教              | 河野宏之                   | 羽鳥雅美   | 原創劇情   |       |
| 72    |          |                                  | 噗噗 粗頸與幼頸                | 井上亞樹子 | 座古明史              | 座古明史              |                            | 東美紀     | 原創劇情   |       |
| 73    |          |                                  | 噗噗 保護傳說中的寶刀          | 米村正二   | 佐藤雅教              | 佐藤雅教              | 梨澤孝司 簾畑由實          | 羽鳥雅美   | 原創劇情   |       |
| 74    |          |                                  | 噗噗 占卜就像蚯蚓              | 大草芳樹   |                       |                       |                            | 東美紀     | 原創劇情   |       |
| 75    |          |                                  | 噗噗 機械警官登場？            | 成田順     | 佐藤真人              | 佐藤真人              | 秦野三和子 宍戶久美子      | 羽鳥雅美   | 原創劇情   |       |
| 76    |          |                                  | 噗噗 鶴露露與消失的公主蛋      |            | 三上雅人              | 三上雅人              |                            | 東美紀     | 原創劇情   |       |
| 77    |          |                                  | 噗噗 身陷囹圄的屁屁偵探前篇    | 千葉克彥   | 三上雅人              | 三上雅人              | 羽鳥雅美                   |            | 原創劇情   |       |
| 78    |          |                                  | 噗噗 身陷囹圄的屁屁偵探後篇    | 千葉克彥   | 小林彩                | 小林彩                | 羽鳥雅美                   | 梨澤孝司   | 原創劇情   |       |
| 第7期 |          |                                  |                                |            |                       |                       |                            |            |            |       |
| 79    |          |                                  |                                | 千葉克彥   | 釘宮洋                | 中島啟太郎            | 河野宏之                   | 羽鳥雅美   | 原創劇情   |       |
| 80    |          |                                  |                                | 千葉克彥   | 佐藤雅教              | 佐藤雅教              |                            | 東美紀     | 原創劇情   |       |
| 81    |          |                                  |                                | 成田順     | 佐藤真人              | 座古明史              | 河野宏之                   | 羽鳥雅美   | 原創劇情   |       |
| 82    |          |                                  |                                | 井上亞樹子 | 芝田浩樹              | 芝田浩樹              | 河野宏之                   | 羽鳥雅美   | 原創劇情   |       |
| 83    |          |                                  |                                | 井上亞樹子 | 芝田浩樹              | 芝田浩樹              |                            | 東美紀     | 原創劇情   |       |
| 84    |          |                                  |                                | 井上亞樹子 | 佐藤雅教              | 佐藤雅教              |                            | 羽鳥雅美   | 原創劇情   |       |
| 85    |          |                                  |                                |            | 佐藤真人              | 佐藤真人              | 田中理子                   | 東美紀     | 原創劇情   |       |
| 86    |          |                                  |                                |            |                       |                       |                            |            | 原創劇情   |       |

### 海外播映

#### 香港、澳門
| 香港 翡翠台 星期一 17:20－17:50 節目 · 2019年8月5日及2020年2月3日臨時節目調動暫停播映 · 2019年8月26日、9月2日、9日、16日及11月18日臨時節目調動 17:25－17:50 | 香港 翡翠台 星期一 17:20－17:50 節目 · 2019年8月5日及2020年2月3日臨時節目調動暫停播映 · 2019年8月26日、9月2日、9日、16日及11月18日臨時節目調動 17:25－17:50 | 香港 翡翠台 星期一 17:20－17:50 節目 · 2019年8月5日及2020年2月3日臨時節目調動暫停播映 · 2019年8月26日、9月2日、9日、16日及11月18日臨時節目調動 17:25－17:50 |
| --- | --- | --- |
| | 屁屁偵探 第1-3期 （2019年7月1日－2020年4月6日） | |
| 水田版第6輯 | 重播，水田版第1輯 ↓ 水田版第7輯 | |
| 香港 翡翠台 星期一至五 16:15－16:45 節目 | | |
| 星光樂園III 重播 | 屁屁偵探 重播，第1-37集 （2021年6月3日－7月23日） | 花漾精靈II 重播 |
| 香港 翡翠台 星期日 10:00－11:00 節目 | | |
| 喵星人看世界 重播 （10:00－10:30）問問Master Joe 重播 （10:30－11:00）                                                                                      | 屁屁偵探 怪盜U對怪盜U 重播，第38-39集 （2021年12月26日） | 喵星人看世界 重播 （10:00－10:30）問問Master Joe 重播 （10:30－11:00）                                                                                      |
| 香港 翡翠台 星期四、五 17:20－17:50 節目 · 2022年1月27日因插播政府防疫記者會中途腰斬 · 2022年2月4日因插播行政長官記者會中途腰斬                             | | |
| 數碼暴龍：重啟之戰 | 屁屁偵探 第4期 （2022年1月21日－3月11日） | 新貓狗寵物街 重播 |
| 香港 翡翠台 星期六 10:45－11:15 節目 · 2022年10月1日暫停播映                                                                                                | | |
| 冰鎮企鵝仔 重播 | 屁屁偵探 重播，第3期 （2022年9月17日－12月17日） | 勇者鬥惡龍 達伊的大冒險 （10:15－11:15） |
| 香港 翡翠台 星期一至五 15:45－16:15 節目 | | |
| 櫻桃小丸子 重播，第1179－1228集 | 屁屁偵探 重播，第4期 （2023年3月27日－4月12日） | 忍者亂太郎 重播，第24－25季 |
| 香港 翡翠台 星期日 09:00－09:30 節目 · 2023年10月1日暫停播映                                                                                                | | |
| 藝文誌 | 屁屁偵探 重播，第4期 （2023年8月13日－11月12日） | 新幹線戰士Z |
| 香港 翡翠台 星期二、三 17:20－17:50 節目 | | |
| 忍者亂太郎 第27季 | 屁屁偵探 第5、6期 （2024年4月30日－7月24日） | 星夢頻道 第3季 |
| 香港 翡翠台 星期六、日 16:00－16:30 節目 · 2025年6月14日（重播，第59集）起，不再提供繁體/簡體中文字幕 · 2025年5月31日、6月8日暫停播映                       | | |
| 夢夢貓 Mix！ 重播 | 屁屁偵探 重播，第53-67集 （2025年5月11日－7月6日） | 多啦A夢 水田版第10輯 重播 |
| 香港 翡翠台 星期二、三 17:20－17:50 節目 · 不設提供中文字幕                                                                                                 | | |
| 忍者亂太郎 第26季 重播 | 屁屁偵探 第7、8期 （2025年7月8日－10月3日） | — |

*2025年6月14日起，不再提供繁或簡體中文字幕。
| 播放地區   | 播放平台   | 上架日期               | 上架時間       | 備註       |
| 第一、二輯 | 第一、二輯 | 第一、二輯             | 第一、二輯     | 第一、二輯 |
| ---------- | ---------- | ---------------------- | -------------- | ---------- |
| 香港、澳門 | hmvod      | 2021年5月28日－7月16日 | 星期五 更新5集 | 粵語配音   |

#### 台灣
| 臺灣 東森幼幼台 星期五 19:30 節目 12/16起改至每週六上午09：30（不定時重播第一季~第六季） | 臺灣 東森幼幼台 星期五 19:30 節目 12/16起改至每週六上午09：30（不定時重播第一季~第六季） | 臺灣 東森幼幼台 星期五 19:30 節目 12/16起改至每週六上午09：30（不定時重播第一季~第六季） |
| ---------------------------------------------------------------------------------------- | ---------------------------------------------------------------------------------------- | ---------------------------------------------------------------------------------------- |
|                                                                                          | 屁屁偵探 第7期 （2023年11月3日-2024年）                                                  |                                                                                          |
| 屁屁偵探電影                                                                             | —                                                                                        |                                                                                          |

## 網路動畫
- 3分でププッとわかる！「おしりたんてい」予告編
- おしりたんてい 「みなとまちの トゥクトゥクチェイス」
- おしりたんてい「ププッとフムッとかいけつダンス」

## 劇場版
電影 屁屁偵探 咖喱香料事件
- 日本：於2019年4月26日上映
- 香港：
  - TVB版：於2021年1月1日早上10：05在翡翠台播映
  - 公映版：於2021年7月15日上映，跟續作《瓢蟲遺蹟之謎》同場放映
- 澳門：參見香港
- 台灣：2021年1月21日跟續作《瓢蟲遺蹟之謎》上映

電影 屁屁偵探 瓢蟲遺跡之謎
- 日本：於2020年8月14日上映[14]
- 台灣：於2021年1月21日上映，跟前作《咖喱香料事件》同場放映
- 香港：
  - 公映版：於2021年7月15日上映，跟前作《咖喱香料事件》同場放映
  - TVB版：於2025年4月21日早上9：00-10:00在翡翠台播映
- 澳門：參見香港

電影 屁屁偵探 梳芙厘島的秘密
- 日本：於2021年8月13日上映
- 台灣：於2022年1月21日上映
- 香港
  - 公映版：於2022年5月5日正式上映，4月30日至5月2日設優先場
- 澳門：參見香港

電影 屁屁偵探 屁屁亞蒂
- 日本：於2022年3月18日上映
- 香港：
  - 公映版：於2022年8月18日上映，跟續作《夢幻的巨無霸番薯批慶典》同場放映
  - TVB版：於2023年12月25日早上9：05在翡翠台播映，跟續作《夢幻的巨無霸番薯批慶典》共同放映
- 澳門：參見香港
- 台灣：2023年1月20日上映

電影 屁屁偵探 夢中的巨大番薯祭典
- 日本：於2022年3月18日上映
- 香港：
  - 公映版：於2022年8月18日上映，跟前作《天才惡人屁屁亞蒂》同場放映
  - TVB版：於2023年12月25日早上9：05在翡翠台播映，跟前作《天才惡人屁屁亞蒂》共同放映
- 澳門：參見香港

電影：再見親愛的夥伴，屁屁啊 + 萬事OK俱樂部 VS 怪盜U
- 日本：於2024年3月20日上映
- 台灣：2024年8月2日上映
- 香港：
  - 公映版：於2024年8月15日上映
- 澳門：參見香港

電影：屁屁偵探星與月

### 登場人物
アルパチ（聲：太田光（日本））
劇場版第1作登場。
熊貓妲（聲：小林星蘭（日本）；成瑤孆（香港））
劇場版第2作登場。
板狸子（聲：犬山犬子（日本）；曾秀清（香港））
劇場版第2作登場。
板狸吉（聲：竹井亮介（日本）；黃啟昌（香港））
劇場版第2作登場。
町娘ルル（聲：鈴木梨央（日本））
劇場版第3作登場。
ルカ（聲：神谷浩史（日本））
劇場版第3作登場。
奧黛莉（聲：園崎未惠（日本）；姜嘉蕾（電影公映版）／劉惠雲（TVB）（香港））
劇場版第4作登場。國際汪刑警搜查官。
屁屁亞蒂教授（聲：福山雅治（日本）；潘文柏（TVB）（香港））
劇場版第4作登場。屁屁偵探的哥哥，天才惡人，為屁屁偵探除怪盜U以外最強的敵人，和屁屁偵探一樣使出臭屁攻擊。
柯藍上校（聲：立木文彥（日本）；麥皓豐（TVB）（香港））
劇場版第4作登場。屁屁亞蒂教授的手下。
波羅修（聲：森川智之（日本）；黃積權（TVB）（香港））
劇場版第4作登場。屁屁亞蒂教授的手下。

## 應用程式
iOS和Android版應用程式由FLAMA免費發布，以下的應用程式均需配合Adobe AIR 使用。同時也是本系列的首部分的作品。本系列可以解答謎題為主。
- おしりたんてい（2011年9月）
- おしりたんてい～きえたサンタクロース～（2011年12月）
- おしりたんてい～ねらわれたダイヤ～（2012年4月）
- おしりたんてい～ぬすまれたバナナをおえ！～（2013年2月）
- おしりたんてい～ププッ　ねらわれた　ようせいのしずく～（2021年8月）

## 衍生商品

### 音樂CD
由日本古倫美亞販售。

### DVD
2018年8月22日由日本古倫美亞開始販售。
| 巻數                                        | 發售日期       | 收錄集數 |
| ------------------------------------------- | -------------- | -------- |
| ププッとかいけつ! おしりたんていとうじょう! | 2018年8月22日  | 1-3      |
| おしりたんてい2 ププッ ふめつのせっとうだん | 2018年12月19日 | 4-6      |
| おしりたんてい3 ププッ ブラウンものがたり   | 2018年12月19日 | 7-9      |

## 外部連結
- 「屁屁偵探」作品網頁 （页面存档备份，存于）（日語）
- 動畫「屁屁偵探」官方網頁 （页面存档备份，存于）（日語）